# 小鼠耳芥
小鼠耳芥（学名：Arabidopsis pumila）是十字花科鼠耳芥属的植物。分布于中亚、阿富汗、地中海地区、欧洲、伊朗以及中国大陆的甘肃、新疆、云南等地，生长于海拔600米至4,300米的地区，目前尚未由人工引种栽培。

## 异名
- Arabidopsis pumila (Steph.) N. Busch var. alpina (Korsh) Schulz